# Holacanthus bermudensis
Holacanthus bermudensis  (лат.) — вид лучепёрых рыб из семейства рыб-ангелов или помакантовых. Несмотря на внешнее сходство, не следует путать Holocanthus bermudensis с Holacanthus ciliaris (ангелом-королевой) — они относятся к разным видам.

## Описание
У Holacanthus bermudensis сине-коричневое тело с зелёными отливами и ярко-жёлтые плавники и хвост. Однако, молодые особи имеют совершенно другую окраску. У молодых особей Holacanthus bermudensis тёмно-синее тело с жёлтыми плавниками и хвостом. Кроме того, на теле имеются вертикальные синие полосы. С возрастом полосы исчезают, цвет тела становится светлее и приобретает коричневые и зелёные оттенки.
Holacanthus bermudensis может достигать до 45 см в длину. Особи имеют большой рот и гребнеобразные зубы. Это популярные аквариумные рыбы. Особи Holacanthus bermudensis иногда скрещиваются с особями ангела-королевы, которые очень похожи на них. Этот гибрид называется англ. townsend angelfish. Взрослая особь Holacanthus bermudensis может издавать громкий щёлкающий звук, который отпугивает хищников и поражает дайверов.

## Среда обитания
Holacanthus bermudensis обитает в западной части Атлантического океана от Бермудских островов, Багамских островов и Флориды до Мексиканского залива и полуострова Юкатан, Мексика.
Holacanthus bermudensis живёт возле скал, кораллов и губок на глубине от 2 до 92 м. Кроме того, особи данного вида могут обитать вокруг валунов, в пещерах и щелях на мелководье. Молодые особи, как правило, живут в заливах и каналах.

## Питание
Holacanthus bermudensis питается преимущественно губками, кроме них в его рацион входят оболочники, медузы, кораллы, а также планктон и водоросли. Молодые особи Holacanthus bermudensis питаются паразитами, обитающими на других рыбах, на «станциях очистки». Губки также составляют 95 % их рациона. Хотя в домашних аквариумах аквариумисты приучили особей Holacanthus bermudensis к продуктам из мяса и водорослей.

## Размножение
У Holacanthus bermudensis нет определённого периода размножения, поэтому особи размножаются круглый год. Самка может откладывать от 25 до 75 тысяч яиц в день, что в сумме может составлять до 10 млн яиц за каждый цикл размножения. В прозрачных икринках содержится масло для плавучести. Вылупляющиеся в скором времени личинки крепятся к желточному мешку, они не имеют кишечника, глаз и плавников. Через два дня желточный мешок исчезает, и личинка начинает питаться планктоном. Рыбы данного вида растут очень быстро.

## Продолжительность жизни
Особи Holacanthus bermudensis могут жить до 20 лет.

## Природоохранный статус
Данный вид не находится под угрозой исчезновения.

## Распространение
Holacanthus bermudensis распространён в тропической восточной части Атлантического океана, часто встречается у берегов Флориды, реже — южнее в Карибском бассейне.

## В аквариуме
Хотя содержание Holacanthus bermudensis в неволе считается не таким сложным, данный вид рыб не рекомендуется для неопытных аквариумистов. Особи данного вида довольно агрессивны, поэтому для них требуется большой аквариум. Большинство аквариумистов рекомендует минимальный размер аквариума от 550 до 680 литров. Holacanthus bermudensis может атаковать любую рыбу, особенно новых особей в аквариуме. Поэтому его рекомендуется добавлять последним в любой аквариум. Это далеко не безопасная коралловая рыбка, более крупные особи могут кусаться, употреблять в пищу кораллы, твёрдые и мягкие, а также декоративных беспозвоночных.